# Tatsuno (Nagano)
Tatsuno (jap. 辰野町 Tatsuno-machi) – miasto w Japonii, na wyspie Honsiu, w prefekturze Nagano. Według danych na rok 2020 miejscowość zamieszkiwało 18 555 mieszkańców , a gęstość zaludnienia wyniosła 109,7 os./km².
Koło miasta Tatsuno znajduje się geograficzny środek Japonii.